# Saint-Clair-sur-Galaure
Saint-Clair-sur-Galaure là một xã của tỉnh Isère, thuộc vùng Rhône-Alpes, đông nam nước Pháp.

## Geography
The Galaure flows westward through the southern part of the commune.